# Joyeuse (tổng)
Tổng Joyeuse là một tổng của Pháp nằm ở tỉnh Ardèche trong vùng Rhône-Alpes.

## Địa lý
Tổng này được tổ chức xung quanh Joyeuse ở quận Largentière. Độ cao biến thiên từ 92 m (Saint-Alban-Auriolles) đến 1 261 m (Sablières) với độ cao trung bình là 282 m.

## Hành chính
| Giai đoạn   | Ủy viên            | Đảng | Tư cách             |
| ----------- | ------------------ | ---- | ------------------- |
| 1908-1947   | Joseph Boissin     | FR   | Député de l'Ardèche |
| 1992-2004   | Jacques Guilhaumon | RPR  | Thị trưởng Rosières |
| depuis 2004 | Raoul L'Herminier  | PS   |                     |

## Các đơn vị hành chính
Le canton de Joyeuse bao gồm 16 xã với dân số 8 134 người (điều tra năm 1999, dân số không tính trùng).
| Xã                      | Dân số | Mã bưu chính | Mã insee |
| ----------------------- | ------ | ------------ | -------- |
| Beaulieu                | 400    | 07460        | 07028    |
| Chandolas               | 342    | 07230        | 07053    |
| Faugères                | 101    | 07230        | 07088    |
| Grospierres             | 624    | 07120        | 07101    |
| Joyeuse                 | 1 483  | 07260        | 07110    |
| Labeaume                | 493    | 07120        | 07115    |
| Lablachère              | 1 520  | 07230        | 07117    |
| Payzac                  | 389    | 07230        | 07171    |
| Planzolles              | 121    | 07230        | 07176    |
| Ribes                   | 284    | 07260        | 07189    |
| Rosières                | 993    | 07260        | 07199    |
| Sablières               | 101    | 07260        | 07202    |
| Saint-Alban-Auriolles   | 736    | 07120        | 07207    |
| Saint-André-Lachamp     | 122    | 07230        | 07213    |
| Saint-Genest-de-Beauzon | 222    | 07230        | 07238    |
| Vernon                  | 203    | 07260        | 07336    |

## Thông tin nhân khẩu
| 1962                                                     | 1968  | 1975  | 1982  | 1990  | 1999  |
| -------------------------------------------------------- | ----- | ----- | ----- | ----- | ----- |
| 6 829                                                    | 7 169 | 6 928 | 7 389 | 7 808 | 8 134 |
| Nombre retenu à partir de 1962 : dân số không tính trùng |       |       |       |       |       |